# Cristhian Mosquera
Cristhian Andrey Mosquera Ibarguen (Alicante, 27 giugno 2004) è un calciatore spagnolo, difensore dell'Arsenal.

## Caratteristiche tecniche
Nel 2021, è stato inserito nella lista "Next Generation" dei sessanta migliori talenti nati nel 2004, redatta dal quotidiano inglese The Guardian.

## Carriera

### Club
Nato in Spagna da genitori colombiani, è cresciuto calcisticamente nelle giovanili del Valencia. Il 19 gennaio 2022 ha esordito in prima squadra, giocando l'incontro di Primera División pareggiato per 1-1 contro il Siviglia.
Il 24 luglio 2025 si trasferisce all'Arsenal, firmando un contratto pluriennale e decidendo di vestire la maglia numero 3.

### Nazionale
Ha giocato nelle nazionali giovanili spagnole Under-15, Under-16, Under-18 ed Under-19.
Nel 2024 ha vinto la medaglia d'oro ai Giochi Olimpici di Parigi.

## Statistiche

### Presenze e reti nei club
Statistiche aggiornate al 25 luglio 2025
| Stagione                 | Squadra                  | Campionato               | Campionato | Campionato | Coppe nazionali | Coppe nazionali | Coppe nazionali | Coppe continentali | Coppe continentali | Coppe continentali | Altre coppe | Altre coppe | Altre coppe | Totale | Totale |
| Stagione                 | Squadra                  | Comp                     | Pres       | Reti       | Comp            | Pres            | Reti            | Comp               | Pres               | Reti               | Comp        | Pres        | Reti        | Pres   | Reti   |
| ------------------------ | ------------------------ | ------------------------ | ---------- | ---------- | --------------- | --------------- | --------------- | ------------------ | ------------------ | ------------------ | ----------- | ----------- | ----------- | ------ | ------ |
| 2021-2022                | Valencia Mestalla        | TDR                      | 4          | 0          |                 | -               | -               |                    | -                  | -                  |             | -           | -           | 4      | 0      |
| 2022-2023                | Valencia Mestalla        | SF                       | 10         | 0          |                 | -               | -               |                    | -                  | -                  |             | -           | -           | 10     | 0      |
| Totale Valencia Mestalla | Totale Valencia Mestalla | Totale Valencia Mestalla | 14         | 0          |                 | -               | -               |                    | -                  | -                  |             | -           | -           | 14     | 0      |
| 2021-2022                | Valencia                 | PD                       | 6          | 0          | CR              | 1               | 0               |                    | -                  | -                  |             | -           | -           | 7      | 0      |
| 2022-2023                | Valencia                 | PD                       | 3          | 0          | CR              | 1               | 0               |                    | -                  | -                  | SS          | 0           | 0           | 4      | 0      |
| 2023-2024                | Valencia                 | PD                       | 36         | 0          | CR              | 2               | 0               |                    | -                  | -                  |             | -           | -           | 38     | 0      |
| 2024-2025                | Valencia                 | PD                       | 37         | 1          | CR              | 4               | 0               |                    | -                  | -                  |             | -           | -           | 41     | 1      |
| Totale Valencia          | Totale Valencia          | Totale Valencia          | 82         | 1          |                 | 8               | 0               |                    | -                  | -                  |             | 0           | 0           | 90     | 1      |
| 2025-2026                | Arsenal                  | PL                       | 0          | 0          | FACup+CdL       | 0+0             | 0               | UCL                | 0                  | 0                  | -           | -           | -           | 0      | 0      |
| Totale carriera          | Totale carriera          | Totale carriera          | 59         | 0          |                 | 8               | 0               |                    | -                  | -                  |             | 0           | 0           | 104    | 1      |

## Palmarès

### Club

#### Competizioni nazionali
- Tercera División RFEF: 1

Valencia Mestalla: 2021-2022 (Gruppo 6)

### Nazionale
- Oro olimpico: 1

Parigi 2024